# Pavlos Fyssas

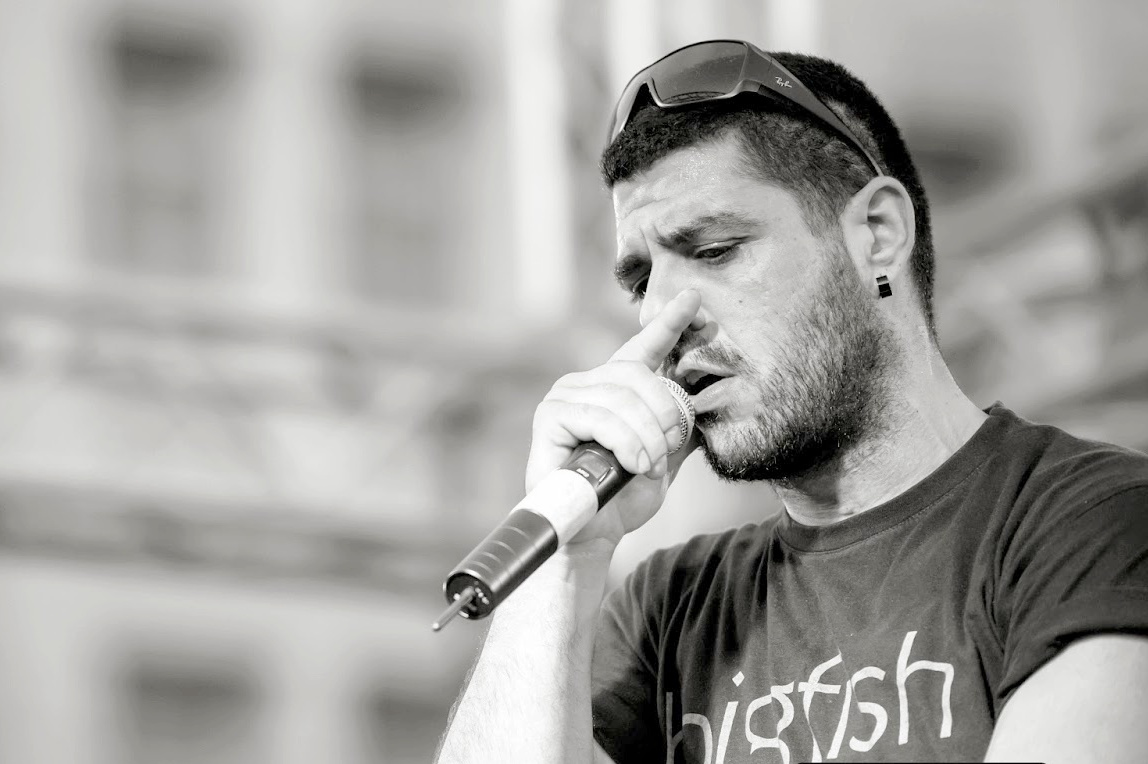
Pavlos Fyssas in 2011

Pavlos Fyssas (Grieks: Παύλος Φύσσας) (1979 -  Keratsini, 18 september 2013) was een Griekse hiphopartiest en antifascistisch activist. Hij was bekend onder zijn artiestennaam Killah P. Sinds 1997 was hij actief in de Griekse hiphopscene. Hij was geen lid van een partij en stond enkel voor liefde en vrede. Hij maakte antifascistische muziek en was tegen neonazisme. 
Op 18 september 2013 werd hij door Giorgios Roupakias, een lid van de neonazistische partij Gouden Dageraad (Chrysi Avgi), doodgestoken.